# Regra de Dühring
A regra de Dühring estabelece que uma relação linear existe entre as temperaturas nas quais duas soluções apresentam a mesma pressão de vapor. A regra é frequentemente usada para comparar um líquido puro e uma solução em dada concentração.
Gráfico de Dühring é uma representação gráfica de tal relação, tipicamente com o ponto de ebulição do líquido puro ao longo do eixo x e o ponto de ebulição da mistura ao longo do eixo y; cada linha do gráfico representa uma concentração constante.